# Isabelle Pilloud
Isabelle Pilloud (née le 12 juillet 1963 à Fribourg) est une artiste suisse spécialisée dans les arts visuels originaire de Châtel-Saint-Denis. La condition féminine est au centre de son travail. Nombre de ses œuvres transmettent son respect ou son admiration pour des femmes, célèbres ou inconnues, et en honorent le souvenir. 

## Biographie
Isabelle Pilloud nait à Fribourg le 12 juillet 1963 et grandit dans le canton de Fribourg et fréquente l'École normale de Fribourg entre 1979 et 1984 puis obtient, en 1990, le Brevet d'enseignement en éducation artistique de l'Université de Berne, sous la direction des professeurs René Guignard et Yves Voirol à l'Université de Berne. De 1990 à 2002, elle travaille avec Yves Voirol. De 1990 à 2002, elle partage sa vie personnelle et artistique avec le peintre jurassien Voirol.
En 1996, elle déménage à Berlin où elle gagne sa vie en tant que guide touristique. En parallèle, elle fréquente les cours de la Hochschule der Künste, suit un cursus de gravure au Künstlerhaus Bethanien et poursuit ses créations.
Elle vit à nouveau à Fribourg, depuis 2007 et retourne régulièrement à Berlin. En plus de son travail artistique, Pilloud s'est consacrée  à la médiation culturelle au Musée d'art et d'histoire de Fribourg et enseigne les arts visuels.

## Œuvre

### Démarche artistique
Isabelle Pilloud aime les histoires vraies. Son expérience et celle des femmes qui l'autourent constituent sa matière première. À ses autoportraits ont succédé des portraits d'autres femmes qu'elle observe afin de comprendre leur situation. Après s'être intéressée à des femmes de son cercle personnel, elle a élargi son espace de travail à celles qu'elle peut croiser dans la rue, dans les pubs, dans les gares. Elle se demande ce qui fait avancer une femme, si et comment elle peut se réaliser.
Dans la série chaussures-portraits, Pilloud part du principe que les vêtements sont une enveloppe de l'être humain : ils révèlent un choix, établissent une identité. Ce travail dépeint les femmes à travers leurs chaussures préférées. L'absence de visage et de corps prend le contrepied des œuvres qui se concentrent sur la beauté, la jeunesse ou l'attrait. Ce genre inhabituel de portrait de femme véhicule des besoins, des valeurs, des parcours de vie : des chaussures usées représentent une femme qui a de l'endurance ou qui a travaillé dur ; des bottes expriment la résistance et la fermeté ; des chaussures de danseuse symbolisent la joie, le mouvement et la liberté.
Dans une autre série, l'artiste interagit avec des femmes musulmanes dont le foulard couvre une histoire dans laquelle se mêlent tradition, tension et déchirure. La figure du pars pro toto revient également dans les vêtements féminins ondulants de l'œuvre de Pilloud. La robe d'une femme flotte au premier plan comme une silhouette indistincte et contraste avec un fond pré-imprimé fixe, uniforme et statique. L'envie, le mouvement, le désir s'opposent ainsi à l'ordre, à la tradition et à la limitation. Selon l'historien de l'art Walter Tschopp, « c'est ainsi que fonctionne la stratégie picturale de Pilloud : une confrontation provocatrice entre le décor ancestral ‹bloqué› et la ‹fuite›, l'envol mouvementé de l'habit de son héroïne »,.
Autre motiv récurrent de l'œuvre de Pilloud, les gants de boxe représentent la lutte des femmes pour la reconnaissance, le respect de leurs droits et l'égalité. La boxeuse Sadaf Rahimi, première femme afghane invitée aux Jeux olympiques, a inspiré à l'artiste cette symbolique.
L'artiste utilise diverses techniques et matériaux pour ses œuvres : peinture à l'huile, pastel à l'huile, encre, dessin, gravure, collage et l'installation.

### Projet à long terme
Dans le cadre du projet à long terme Héroïnes, qui a débuté en 2013, Pilloud recueille des histoires de femmes du monde entier. Travaillant au départ sur les femmes qu' elle considère comme ses propres héroïnes, elle s'est ensuite penchée sur les femmes perçues par le public comme des héroïnes et qui peuvent rendre le monde meilleur. Parmi elles : Malala, militante pakistanaise des droits de l'enfant; Emmeline Pankhurst, militante britannique des droits des femmes; Jeanne Mance, infirmière française et cofondatrice de la ville de Montréal (Québec); Estela de Carlotto, combattante argentine pour l'enquête sur les enlèvements et les meurtres pendant la dictature militaire; Niki de Saint Phalle, artiste de renommée mondiale; mais aussi de nombreuses femmes inconnues, mères et grand-mères pour nombre d'entre ells. Pilloud a rencontré beaucoup de ces héroïnes lors de ses voyages. Les travaux qui en résultent visent à faire réfléchir sur la place des femmes dans la société.
Sur sa Carte du monde des héroïnes, une toile aux contours brodés des continents, elle invite les visiteurs à coudre des perles de différentes couleurs pour symboliser leur(s) héroïne(s) personnelle(s). Dans cette collaboration avec le public, la Carte du monde des héroïnes se développe comme une œuvre évolutive. Avec cette carte du monde (ou une partie de celle-ci) Pilloud a fait escale à Buenos Aires, à Marrakech et dans l'Atlas (Maroc), au Japon, à Londres, au Canada et en Suisse.
Un livre intitulé Héroïnes avec 160 illustrations, photos et contributions de plusieurs experts en art a été publié en même temps qu'une exposition du même nom à l'Espace Jean Tinguely—Niki de Saint Phalle à Fribourg,.
Loïse Bilat attire l'attention sur le fait de la participation d'Isabelle Pilloud à l'événement politique et à sa dimension politique, qu'il dépasse pour une durée indéterminée par son pouvoir de susciter. Les images montrent les femmes et leur société dans laquelle elles évoluent: des portraits de chaussures, par exemple la revanche sur la vie de Marie-Thérèse, qui présente fièrement ses escarpins après une enfance confisquée, à la série intitulée Elles ont pris les armes, où l'entrée des femmes dans le combat se situe précisément dans le réseau des rapports de force qui les entourent.

### 1698/t-t: une distance, deux terres
1698/t-t est le titre du projet initié par Valeria Caflisch en 2019 et auquel Pilloud participe. Il s'agit d'un rencontre artistique entre quatre artistes de Catane, le lieu d'origine de Caflisch en Sicile, et quatre artistes de Fribourg, sa ville d'adoption en Suisse. Le titre de ce projet reflète la distance spatiale de 1698 km entre Fribourg et Catane et la rencontre artistique de deux terres différentes (t-t),.
Il en résulte des œuvres qui documentent le processus de rencontre, de rapprochement et d'échange. Le binôme d'artistes Francesco Balsamo et Isabelle Pilloud s'est découvert un intérêt commun pour la localisation de leurs propres origines. Ils ont trouvé une technique nouvelle pour tous les deux avec une machine à coudre, n'ont pas cherché à être grandioses ou à briller, mais ont utilisé des matériaux ordinaires. Ils ont ainsi esquissé, dans des formations délicates sur un film plastique semi-transparent, le processus de leur localisation mutuelle : l'entrée de leur propre appartement. La porte comme symbole du départ, de l'arrivée, de l'accueil d'un invité, du rôle d'hôte et d'invité, les contours cousus comme traces de ce qui reste toujours visible malgré le temps qui passe, une blouse d'artiste, des pinceaux, des lunettes - des signes d'identité. Une autre œuvre montre les contours d'un chalet d'alpage, des ustensiles de l'atelier entrelacés avec des souvenirs personnels, la ligne d'horizon mouvementée des montagnes alpines avec un tracé en dents de scie le long de la forêt de sapins et, au-dessus, la ligne d'horizon calme de l'Etna.
En complément de ces œuvres, un livre (qui n'est pas un catalogue d'exposition) a été réalisé avec de nombreuses photos et des textes de la coordinatrice et directrice artistique Valeria Caflisch, des deux commissaires Valentina Barbagallo et Philippe Clerc, des directeurs des musées respectifs Denis Decrausaz (Musée de Morat), Nadia Brodbeck (Fondazione Brodbeck) et Gianni Latino (Accademia di Belle Arti di Catania) et de la perspective extérieure par Loïse Bilat (enseignante en communication), Katja Kauer (professeur de littérature et de culture), Guido Nicolosi (professeur de sociologie), Eliane Brügger Jecker (psychothérapeute) et Sibylle Omlin (enseignante en théorie de l'art).

## Expositions
- 22/10 au 20/12/2022: 1698/t-t dans la Fondation Brodbeck, Catane, Italie (avec les quatre binomes d'artistes de Fribourg et de Catane)
- 27/03 au 29/05/2022: 1698/t-t au Musée de Morat, Suisse (avec les quatre binomes d'artistes de Fribourg et de Catane)
- 2019-2020 : Heroïnes - Heldinnen, expo solo à l'Espace Jean-Tinguely–Niki-de-Saint-Phalle, Fribourg, 13. Décembre 2019-16. août 2020[18].
- 2018 : Carte blanche (une salle de l'expo Café) au Musée d'art et d'histoire de Fribourg (avec V. Caflisch et W. Klakla)
- 2018 : Carte du monde des héroïnes, au Canada (Baie-Saint-Paul et Montréal)
- 2018 : Héroïnes exposé au Japon (Aizuwakamatsu)
- 2016-2017 : Femmes et artistes à Fribourg, Musée de Charmey (avec Pauline Tornare et Catherine Zumkeller)[19],
- 2016 : Héroïnes à EspaceFemmes
- 2016 : Carte du monde des héroïnes, Fribourg, Festival international de films de Fribourg (FiFF)
- 2016 : Cates du monde des héroïnes exposé au Centro Cultural Conti, Buenos Aires
- 2016 : Héroïnes, exposé aux Studios 330, Londres
- 2015 : Die Welt retten, Project room 54 Bâle (avec Visarte, Bâle)
- 2015 : Musée du papier peint, Mézières (CH)
- 2015 : Frontières, Musée de Morat (CH)
- 2011 : expo visarte à Nuithonie, Villars-sur-Glâne (avec M. Jordan, Hafis et C. Dupré)
- 2011 : expo solo, Galerie du Café du soleil, Saignelégier[6]
- 2011 : 48 heures Neukölln, festival d'art et de culture de Berlin (avec M. Zegrer)
- 2005 : expo solo, Galerie du Café du Soleil, Saignelégier
- 2003 : expo solo, Regards de femme(s), Galerie du Château, St-Aubin (FR)

## Prix et subventions
- 2016 : Bourse de la mobilité 2016/2017 du canton de Fribourg[20]
- 2002–2007 : Studio de Berlin via l'Association professionnelle des artistes visuels Berlin

### Presse
- (fr + en) Héroïnes. Dirigé et préfacé par Charly Veythey, textes de Loïse Bilat, Walter Tschopp et al. Publié pour l'exposition « Héroïnes » à l'Espace Jean Tinguely-Niki de Saint-Phalle (13.12.2019 – 16.08.2020), éditions Faim de Siècle, 2019 (français, anglais)  (ISBN 978-2-940422-83-8)
- (de) Carole Schneuwly : Eine Künstlerin und ihre Heldinnen. Dans: Freiburger Nachrichten, 11 décembre 2019
- (fr) Yann Guerchanik : Femmes et artistes, la preuve par trois, de La Gruyère, 10 décembre 2016, p. 3
- (fr) La Cafète, RadioFribourg, 17 février 2020 (entretien avec Isabelle Pilloud)
- (fr) Héroïnes, l'exposition qui porte haut la voix des femmes opprimées, Culture RTS, 7 janvier 2020